# Virachola rutilans
Virachola rutilans är en fjärilsart som beskrevs av Paul Mabille 1885. Virachola rutilans ingår i släktet Virachola och familjen juvelvingar. Inga underarter finns listade i Catalogue of Life.